# En sammansvärjning
En sammansvärjning är ett drama av Anne Charlotte Leffler från 1871. Manuskriptet till dramat finns bevarat i Kungliga biblioteket i Stockholm.

## Om pjäsen
I april 1871 skrev Leffler i ett brev till bästa vännen Thecla Sköldberg att hon påbörjat en "liten dramatisk enaktsskizz", där hon troligen avsåg En sammansvärjning. Vidare meddelade Leffler att pjäsen var tänkt att uppföras privat.

## Handling
Pjäsen kretsar kring den unga Edith, som har ett opassande häftigt humör. Den inleds med att Edith får ett utbrott på sin mor, som svarar att det är opassande för en kvinna att bete sig på det sättet. Därefter ger Leffler en psykologisk lösning på problemet där hon låter läsaren förstå att anledningen till Ediths utbrott är att hon har fått för lite kärlek då modern ägnar all uppmärksamhet åt de tre bröderna. Hennes förmyndare uppmanar bröderna att visa henne respekt. Därefter friar han till henne.

### Fotnoter
1. 1 2  Lauritzen 2012, s. 69
2. ↑  ”Anne Charlotte Lefflers papper”. Arken. Kungliga Biblioteket. Arkiverad från originalet den 4 juli 2019. https://web.archive.org/web/20190704203143/https://arken.kb.se/SE-S-HS-L4. Läst 27 november 2012.
3. ↑  Lauritzen 2012, s. 69-70